# Bradshaw Peak
Der Bradshaw Peak ist ein 1640 m hoher Berg in der antarktischen Ross Dependency. In den Churchill Mountains ragt er 6 km südöstlich des Turk Peak an der Südwestflanke des McLay-Gletschers auf.
Das New Zealand Antarctic Place-Names Committee benannte ihn am 27. Februar 2003 nach der neuseeländischen Geologin und Paläontologin Margaret Ann Bradshaw, die 1979 als erste Frau eine Feldforschungsmannschaft in Antarktika leitete.